# John Abbot
John Abbot (1751, Londres-1840 o 1841, condado de Bulloch, Georgia, Estados Unidos) fue un entomólogo y ornitólogo brito-estadounidense.
Gran parte de su vida es desconocida. Fue el primogénito de James Abbot y de Ann Clousinger. Su padre descubrirá pronto su interés por los insectos y el arte, y lo manda a estudiar dibujo y grabado al taller de Jacob Bonneau (1741-1786), donde se descubre su gran talento, como ilustrador.
Trabaja en el estudio de su padre de 1769 a 1773. Un grupo de naturalistas dirigido por Dru Drury (1725-1804) y la Royal Society, contrata a Abbot, para ir a estudiar y recolectar especímenes para la historia natural de Virginia.
Estuvo en Virginia desde 1773 a 1775, para después instalarse en Georgia, lucha como voluntario en la Revolución americana, justo ese año, 1795, vive como plantador; realiza numerosas ilustaciones de pájaros, más de 1300, la mayor parte conservadas en la British Library o en la Universidad de Harvard, el resto están dispersas, después de una subasta en 1980. Sus descripciones están influenciadas por John Latham (1740-1837).
Los especímenes que recolecta, los envía a la mayor parte de Europa y colecionistas de la época, pero después de perder algunos envíos en el mar, por los naufragios, se descorazona.
Confía la descripción de sus ilustraciones a otros, así James Edward Smith (1799-1828) realiza para él, en 1797, The Natural History of the Rare Lepidopterous Insects of Georgia Collected from Obsevations by John Abbot (diez volúmenes y 104 planchas), ciertos dibujos son reproducidos por Boisduval (1799-1879) y John Lawrence LeConte (1825-1883) en su Histoire Générale et Iconographie des lépidoptères et des chenilles de l´Amerque septentrionale (1833), sin citar, como autor, a Abbot.
Otros autores también usan sus trabajos en sus obras:
- Supplement to the General Synopsis of Birds (1787-1801), Index Ornithologicus (1790), General History of Birds (1821-1828) de John Latham.
- American Ornithology (1808-1814) de Alexander Wilson (1766-1813).
- Sketch of the Botany of South-Carolina and Georgia (1821-1824) de Stephen Elliott (1771-1830).

## Obra
- Con James Edward Smith (1759-1828), The Natural History of the Rarer Lepidopterous Insects of Georgia Collected from Observations by John Abbot 2 vols. 104 planchas. 1797[1]

- Dibujos originales para Jean Baptiste Alphonse Dechauffour de Boisduval (1799-1879) y para John Eatton Le Conte (1825-1883) Histoire Générale et Iconographie des Lépidoptères et des Chenilles de l’Amérique septentrionale. 1833

- Dibujos originales para Charles Athanasie Walckenaer Histoire naturelle des insectes aptères (1837-1847).

## Honores

### Eponimia
Género
- (Juncaginaceae) Abbotia Raf.[2]

Especies
- (Asteraceae) Vernonia abbotiana O.Hoffm.[3]